# Jonathan Palmer
Jonathan Charles Palmer, född 7 november 1956 i Lewisham, är en brittisk racerförare. Han är far till racerföraren Jolyon Palmer.

## Racingkarriär
Palmer var sjukhusläkare innan han valde att bli en professionell racerförare på heltid. Han började tävla i Formel Ford där han lyckades göra sig ett namn. Han gick vidare till formel 3 och vann det brittiska F3-mästerskapet 1982 och sedan den europeiska formel 2-titeln 1983. Palmer fick även debutera i formel 1 i  Williams  i Europas Grand Prix 1983 på Brands Hatch. 
Året efter blev han formel 1-förare på heltid för RAM, sedan körde han två säsonger för tyska Zakspeed och tre säsonger för Tyrrell. Palmer fick 1988 motta Jim Clark Trophy som bäst placerade formel 1-förare i bil utan turbomotor. I slutet av 1989 ersattes han i Tyrrell av Jean Alesi och fick 1990 nöja sig med jobbet som testförare för McLaren.
Efter att den tidigare racerföraren och expertkommentatorn James Hunt avlidit 1993 fick Palmer ersätta honom vid BBC:s formel 1-sändningar, vilket han gjorde under två säsonger.
1998 startade Palmer formelbilsserien Formula Palmer Audi.
Palmer äger MotorSport Vision, ett företag som äger ett antal racerbanor, 
bland annat Oulton Park, Snetterton och Brands Hatch.

## F1-karriär

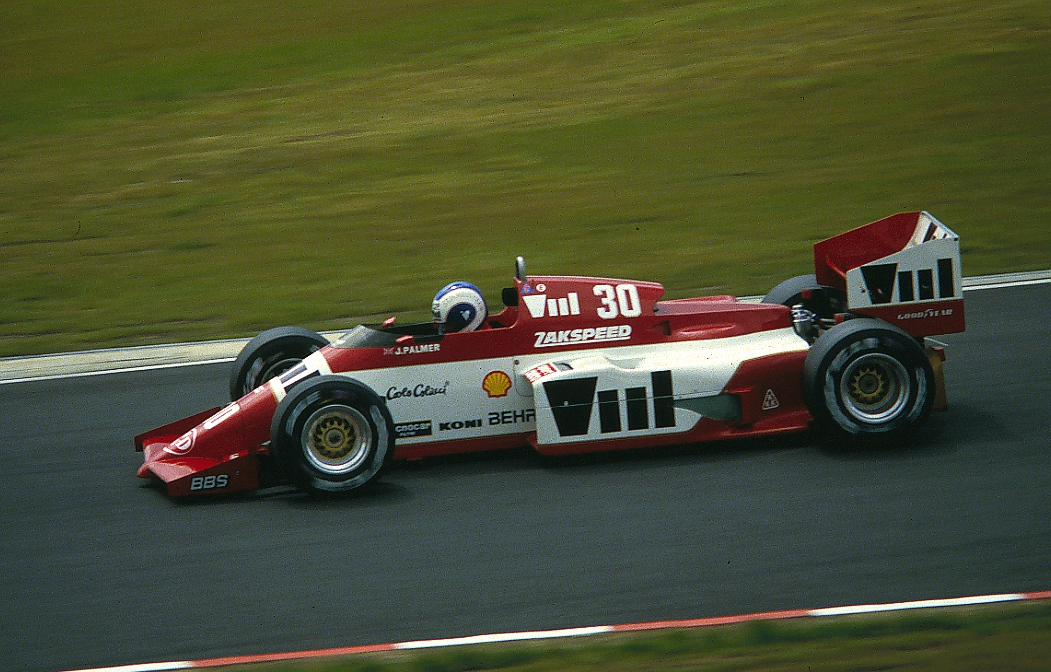
Jonathan Palmer i Zakspeed under träning inför Tysklands Grand Prix 1985.

| Säsong | Stall/Tillverkare | Poäng | Placering |
| ------ | ----------------- | ----- | --------- |
| 1983   | Williams-Ford     | 0     | –         |
| 1984   | RAM-Hart          | 0     | –         |
| 1985   | Zakspeed          | 0     | –         |
| 1986   | Zakspeed          | 0     | –         |
| 1987   | Tyrrell-Ford      | 7     | 11        |
| 1988   | Tyrrell-Ford      | 5     | 14        |
| 1989   | Tyrrell-Ford      | 2     | 25        |